# Риџ Спринг (Јужна Каролина)
Риџ Спринг (енгл. Ridge Spring) град је у америчкој савезној држави Јужна Каролина.

## Демографија
По попису из 2010. године број становника је 737, што је 86 (-10,4%) становника мање него 2000. године.
| Група             | 2000.       | 2010.       |
| Белци             | 279 (33,9%) | 260 (35,3%) |
| Афроамериканци    | 526 (63,9%) | 435 (59,0%) |
| Азијати           | 0 (0,0%)    | 1 (0,1%)    |
| Хиспаноамериканци | 21 (2,6%)   | 22 (3,0%)   |
| Укупно            | 823         | 737         |